# Cape Hope Islands
Cape Hope Islands är öar i Kanada.   De ligger i territoriet Nunavut, i den östra delen av landet, 800 km norr om huvudstaden Ottawa. Arean är 20,5 kvadratkilometer.
Terrängen på Cape Hope Islands är platt. Öns högsta punkt är 98 meter över havet. Den sträcker sig 5,3 kilometer i nord-sydlig riktning, och 7,3 kilometer i öst-västlig riktning.